# Parabathyscia oodes
Parabathyscia oodes es una especie de escarabajo del género Parabathyscia, familia Leiodidae. Fue descrita por René Gabriel Jeannel en 1934.

## Distribución
Se encuentra en Italia.